# Gustavo Richard
Gustavo Richard (Rio de Janeiro le 29 août 1847 — Florianópolis le 18 octobre 1929) est un homme politique brésilien, gouverneur de l'État de Santa Catarina de 1906 à 1910.